# Roc Raida

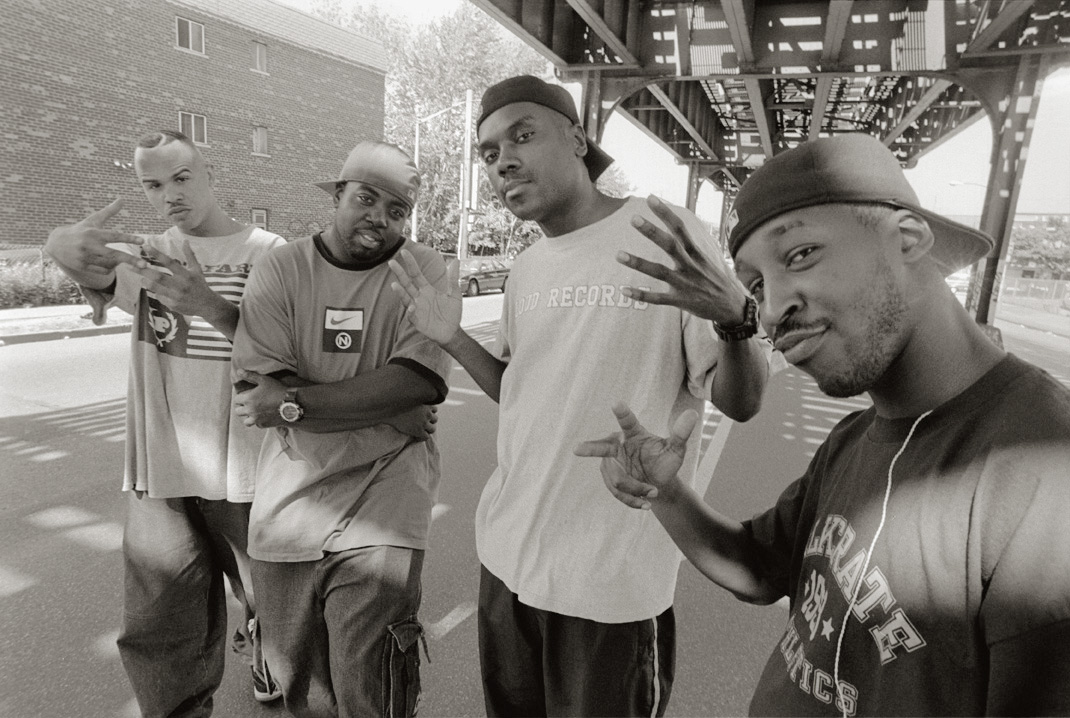
X-Ecutioners

Roc Raida, pseudoniem van Anthony Williams (New York, 18 mei 1972 – 19 september 2009), was een Amerikaanse dj, turntablist en producer. Roc Raida maakte deel uit van het dj-team The X-Ecutioners.
Roc Raida was onder andere bekend door zijn turntablism-routines en technische vaardigheden op de draaitafels. Hij heeft in 1995 de titel op de DMC-wereldkampioenschappen gewonnen. 
In september 2009 overleed Roc Raida op 37-jarige leeftijd aan de gevolgen van een hartstilstand.